# Чемпионат Уганды по футболу
Премьер-лига Уганды (англ. Uganda Premier League) является высшим дивизионом футбола в Уганде. Образована в 1968 году, в нынешнем формате — с 2014 года. Контролируется совместно Федерацией футбольных ассоциаций Уганды и организацией Uganda Super League Limited.

## История
Своё начало лига берёт с 1968 года, когда Баламазе Лванга и Поликарп Какуза основали Национальный первый дивизион (англ. National First Division League) по образцу заимствованному из Англии. Участниками инаугурального сезона лиги были восемь клубов — «Арми», «Джинджа», «Коффи», «Масака», «Мбале», «Мбарара», «Присонс» и «Экспресс». Первым чемпионом страны стал клуб «Присонс».
Чемпионаты в сезонах 1972 и 1973 годов не были доиграны из-за напряжённой внутриполитической обстановки, и в 1974 году лига взяла старт под новым названием Национальная футбольная лига (англ. National Football League).
В 1982 году лига вновь сменила наименование, количество клубов-участников в Супер-лиге Уганды (англ. Uganda Super League) было сокращено до 10-ти.
С начала 80-х до середины 2000-х годов с некоторым спадом в середине 90-х в угандийском клубном футболе доминировал клуб «Вилла», в период с 1982 по 2004 годы выигравший 16 чемпионатов из 23-х.
В 2003 году в угандийском клубном футболе разразился крупнейший коррупционный скандал. В концовке сезона 2002/03 два принципиальных соперника — «Вилла» и «Экспресс» — шли вровень во главе турнирной таблицы, «Вилла» опережала конкурента лишь по разнице мячей. В предпоследнем туре сезона 27 августа «Вилла» разгромила «Акол» со счётом 22:1. «Акол» вышел на матч с девятью игроками, некоторые из которых не были зарегистрированы. Выяснилось, что «Экспресс» с помощью тогдашнего президента Федерации футбольных ассоциаций Уганды (ФФАУ) Дениса Обуа дал деньги игрокам «Акола», чтобы те не вышли на игру и «Вилла» не смогла забить большое количество голов. «Вилла» в свою очередь через своего защитника Дэна Оботе также передала деньги игрокам «Акола» в противоположность для их участия в матче. «Акол» добирался на матч в Кампале на автобусе ФФАУ, и когда транспорт доехал до Бвайсе, пригорода Кампалы, некоторые игроки клуба буквально сбежали, на стадион «Виллы» прибыли только 9 футболистов. Позднее Комитет национальной футбольной лиги (КНФЛ) аннулировал результат матча, присудив «Вилле» техническую победу со счётом 2:0. В последнем туре «Вилла» играла с «Киньярой» в Масинди, где одержала победу 2:0. В этот же день «Экспресс» также на выезде встречался с «Топ ТВ», однако ближе к окончанию первого тайма при счёте 0:2 в пользу гостей тренер «Топ ТВ» Сэм Ссимбва увёл свою команду с поля. «Экспресс» обвинил в действиях «Топ ТВ» «Виллу», так как если бы они забили четыре гола, то преимущество по разнице мячей перешло бы от «Виллы» к ним. Комитет также присудил «Экспрессу» техническую победу 2:0, отстранил Ссимбву от футбола на два года (однако это решение позднее было пересмотрено) и отправил «Топ ТВ» в нижний дивизион. В результате всего «Вилла» выиграла чемпионат благодаря лучшей разнице мячей. КНФЛ создал следственную группу, куда были вызваны игроки «Акола», однако по странному стечению обстоятельств вратарь клуба Питер Агонг скончался за несколько минут до дачи показаний. Под давлением футбольной общественности Национальный совет спорта (НСС) был вынужден вмешаться в расследование футбольной федерации. Совет сформировал комиссию из пяти человек под руководством бывшего министра обороны Стивена Ковумы. Комиссии было предложено провести расследование договорных матчей и других форм коррупции в угандийском футболе. Доклад, составленный комиссией, был передан тогдашнему министру спорта Орьему 15 ноября 2003 года. Комиссия рекомендовала аннулировать результаты сезона. Также было рекомендовано отстранить от футбола на 2—3 года руководителей «Виллы» и «Экспресса». Кроме того было рекомендовано наказать пятерых арбитров. Далее комиссия постановила, что ФФАУ и КНФЛ являются некомпетентными, и, следовательно, должны быть распущены. Однако ФФАУ отмахнулась от результатов расследования, а НСС и Орьем не дали ход отчёту Кавумы. Эти события сильно ударили по угандийскому футболу, отвернув от местного чемпионата многих болельщиков и как следствие оказав негативное влияние на финансовое положение клубов.
В сезоне 2012/13 существовало две параллельные Супер-лиги: официально признанная, под управлением ФФАУ, и непризнанная официально, под управлением организации Uganda Super League Limited (USLL). Чемпионом официальной лиги стал клуб «Кампала Сити Коунсил», чемпионом неофициальной — клуб «Марунс».
С сезона 2014/15 лига перешла в совместное управление ФФАУ и USLL и получила современное название — Премьер-лига Уганды (англ. Uganda Premier League). 

## Чемпионы по сезонам
| - 1968 : Присонс (Кампала) - 1969 : Присонс (Кампала) - 1970 : Кофи Юнайтед (Какира) - 1971 : Симба (Луганзи) - 1974 : Экспресс (Кампала) - 1975 : Экспресс (Кампала) - 1976 : Кампала Сити Коунсил - 1977 : Кампала Сити Коунсил - 1978 : Симба (Луганзи) - 1979 : Уганда Коммершэл Банк (Кампала) - 1980 : Нил Брюэрис (Джинджиа) - 1981 : Кампала Сити Коунсил - 1982 : Вилла (Кампала) - 1983 : Кампала Сити Коунсил - 1984 : Вилла (Кампала) - 1985 : Кампала Сити Коунсил | - 1986 : Вилла (Кампала) - 1987 : Вилла (Кампала) - 1988 : Вилла (Кампала) - 1989 : Вилла (Кампала) - 1990 : Вилла (Кампала) - 1991 : Кампала Сити Коунсил - 1992 : Вилла (Кампала) - 1993 : Экспресс (Кампала) - 1994 : Вилла (Кампала) - 1995 : Экспресс (Кампала) - 1996 : Экспресс (Кампала) - 1997 : Кампала Сити Коунсил - 1998 : Вилла (Кампала) - 1999 : Вилла (Кампала) - 2000 : Вилла (Кампала) - 2001 : Вилла (Кампала) | - 2002 : Вилла (Кампала) - 2002/03 : Вилла (Кампала) - 2004 : Вилла (Кампала) - 2005 : Полис (Джинджиа) - 2006 : УРА (Кампала) - 2006/07 : УРА (Кампала) - 2007/08 : Кампала Сити Коунсил - 2008/09 : УРА (Кампала) - 2009/10 : Бунамвая (Вакисо) - 2010/11 : УРА (Кампала) - 2011/12 : Экспресс (Кампала) - 2012/13 : Кампала Сити Коунсил - 2013/14 : Кампала Сити Коунсил - 2014/15 : Вайперс (Вакисо) - 2015/16 : Кампала Сити Коунсил - 2016/17 : Кампала Сити Коунсил | - 2017/18 : Вайперс (Вакисо) - 2018/19 : Кампала Сити Коунсил - 2019/20 : Вайперс (Вакисо) - 2020/21 : Экспресс (Кампала) - 2021/22 : Вайперс (Вакисо) - 2022/23 : Вайперс (Вакисо) |  |

## Количество титулов
| Клуб                  | Кол-во побед |
| --------------------- | ------------ |
| Вилла                 | 16           |
| Кампала Сити Коунсил  | 13           |
| Экспресс              | 6            |
| Вайперс               | 6            |
| УРА                   | 4            |
| Присонс               | 2            |
| Симба                 | 2            |
| Кофи Юнайтед          | 1            |
| Полис                 | 1            |
| Уганда Коммершэл Банк | 1            |
| Нил Брюэрис           | 1            |